# Kazuya Sunamori
Kazuya Sunamori (japanisch 砂森 和也 Sunamori Kazuya; * 2. September 1990 in Chiba) ist ein japanischer Fußballspieler.

## Karriere
Sunamori erlernte das Fußballspielen in der Jugendmannschaft von JEF United Chiba und der Universitätsmannschaft der Juntendo-Universität. Seinen ersten Vertrag unterschrieb er 2013 beim Honda FC. Der Verein spielte in der dritthöchsten Liga des Landes, der Japan Football League. Für den Verein absolvierte er 79 Ligaspiele. 2016 wechselte er zum Zweitligisten Kamatamare Sanuki. Für den Verein absolvierte er 13 Ligaspiele. 2018 wechselte er zum Drittligisten Azul Claro Numazu. Für den Verein absolvierte er 31 Ligaspiele. 2019 wechselte er zum Zweitligisten Kagoshima United FC. Am Ende der Saison 2019 stieg der Verein in die dritte Liga ab. Nach über 100 Ligaspielen für Kagoshima wechselte er zu Beginn der Saison 2023 zum ebenfalls in der dritten Liga spielenden AC Nagano Parceiro.